# Luciano da Rocha Neves
Luciano da Rocha Neves, meglio noto solo come Luciano (Anápolis, 18 maggio 1993), è un calciatore brasiliano, attaccante del San Paolo.

## Caratteristiche tecniche
È una seconda punta.

## Palmarès

### Club

#### Competizioni statali
- Campionato paulista: 1

São Paolo: 2021

#### Competizioni nazionali
- Campionato brasiliano: 1

Corinthians: 2015
- Coppa del Brasile: 1

São Paulo: 2023
- Supercoppa del Brasile: 1

São Paulo: 2024

### Individuale
- Capocannoniere del campionato brasiliano: 1

2020 (18 reti a pari merito con Claudinho)